# 언더독 (2019년 영화)
《언더 독》(영어: Underdog)은 마치에이 카불스키가 감독하고 에리크 루보스가 주연한 2019년 드라마 액션 영화이다.

## 출연

### 주연
- 에리크 루보스 - 보리스 코사 코신스키 역
- 마메트 크할리도브 - 데니 타케브 역

### 조연
- 알렉산드라 포플라브스카 - 니나 역
- 엠마 기에그즈노 - 소니아 역
- 야누시 하비오르 - 코치 역